# Sun Jiazheng
Dans ce nom chinois, le nom de famille, Sun, précède le nom personnel.
Pour les articles homonymes, voir Sun.
Sun Jiazheng est un homme politique chinois d'origine Han, né en mars 1944 dans le xian de Siyang, dans la province du Jiangsu. Il a intégré le Parti communiste chinois en 1966 et est diplômé de l'université de Nankin.
Il a été nommé ministre de la Culture de la République populaire de Chine en mars 1998, puis une nouvelle fois en mars 2003. Il a été membre suppléant (12e, 13e et 14e Comités) puis membre à part entière (15e et 16e comités) du Comité central du Parti communiste chinois.
Il a été fait officier de la Légion d'honneur par la France le 15 septembre 2005.